# Brännaträsket
Brännaträsket är en sjö i Piteå kommun i Norrbotten och ingår i Lillpiteälvens huvudavrinningsområde. Sjön har en area på 0,0977 kvadratkilometer och ligger 324,9 meter över havet.

## Delavrinningsområde
Brännaträsket ingår i det delavrinningsområde (726994-172471) som SMHI kallar för Inloppet i Häbbersträsket. Medelhöjden är 303 meter över havet och ytan är 24,36 kvadratkilometer. Räknas de 22 avrinningsområdena uppströms in blir den ackumulerade arean 256,08 kvadratkilometer. Avrinningsområdets utflöde Lillpiteälven mynnar i havet. Avrinningsområdet består mestadels av skog (60 procent) och sankmarker (32 procent). Avrinningsområdet har 0,15 kvadratkilometer vattenytor vilket ger det en sjöprocent på 0,6 procent.